# Cisternone (Livorno)

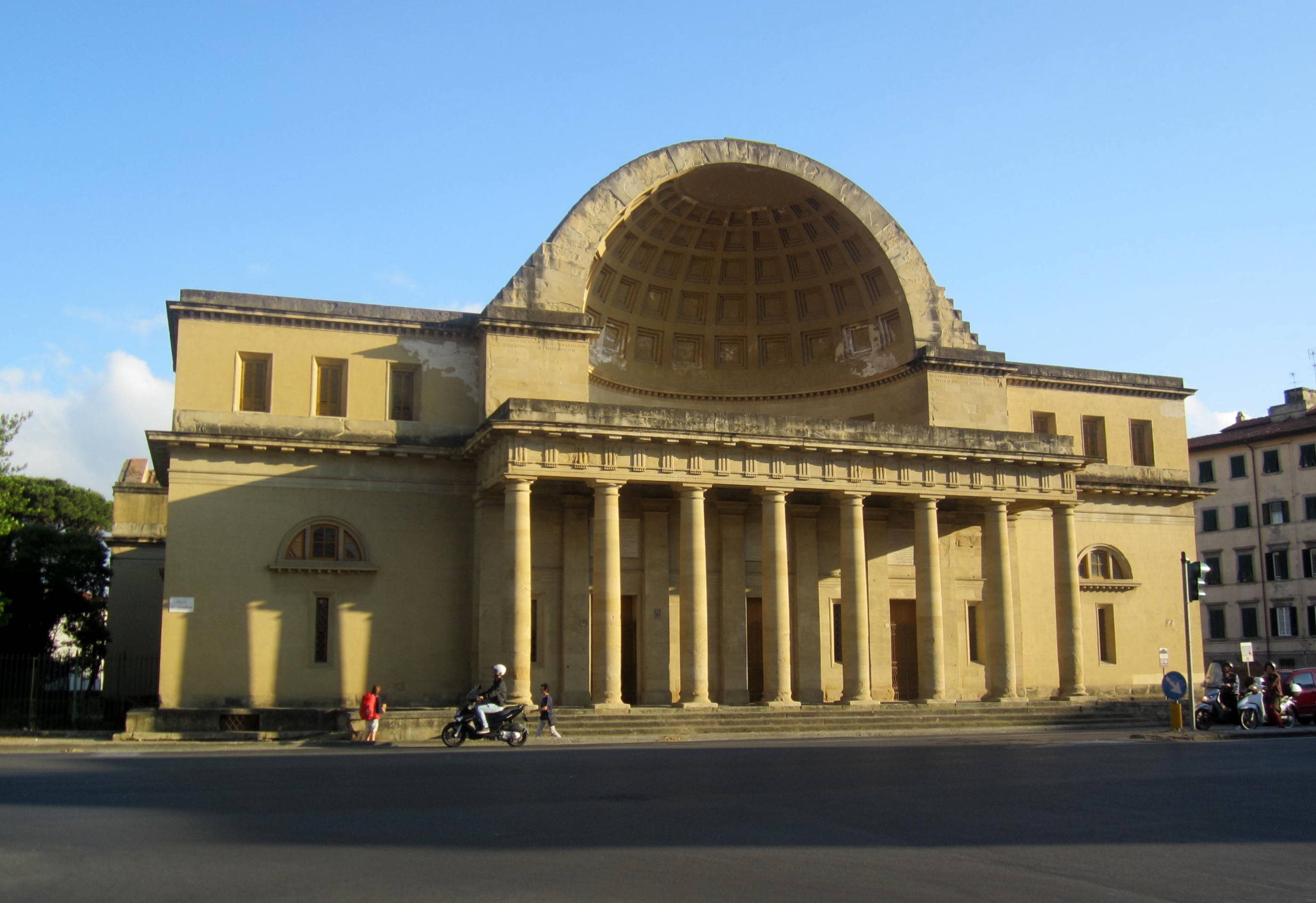
Il Cisternone oggi

Il Cisternone, o Gran Conserva, è un monumentale serbatoio in stile neoclassico realizzato nella prima metà del XIX secolo dall'architetto Pasquale Poccianti, per l'approvvigionamento idrico di Livorno.
Ancor oggi funzionante, è situato ai margini della città ottocentesca, sulla direttrice di quello che fu il viale degli Acquedotti (dal 1927 intitolato a Giosuè Carducci), nei pressi della chiesa di Sant'Andrea e del Complesso Gherardesca.
Tuttavia, malgrado l'indubbia importanza storica ed architettonica, l'edificio si inserisce a lato di una piazza utilizzata sostanzialmente come parcheggio, facendo da sfondo, al contempo, ad un trafficato nodo stradale, mentre la fascia compresa tra il fianco destro del Cisternone e via del Corona risulta pedonalizzata.

## Storia
La Gran Conserva fu costruita tra il 1829 ed il 1842 su progetto di Pasquale Poccianti per immagazzinare e distribuire le acque sorgive provenienti da Colognole.
I lavori furono portati a termine non senza difficoltà, a causa dei continui ripensamenti che l'architetto apportò al progetto iniziale: infatti, secondo il disegno contenuto in una prima relazione, il Cisternone sarebbe dovuto apparire molto diverso da quanto poi effettivamente realizzato.
In particolare, la costruzione della facciata, realizzata intorno al 1832, rappresenta uno dei punti più interessanti delle vicende legate alla costruzione: rispetto al progetto iniziale, con un semplice prospetto schermato da colonne tuscaniche e aperto al centro da una finestra semicircolare, Poccianti rivoluzionò l'intero disegno, impostando, sopra un massiccio porticato formato da otto colonne, una semicupola decorata a cassettoni, chiaramente ispirata a quella del Pantheon di Roma.
Non è escluso tuttavia che alla genesi del prospetto abbia partecipato anche Giovanni Antonio Antolini, architetto la cui fama era legata al disegno del Foro Bonaparte di Milano: un fitto carteggio tra i due progettisti dimostrerebbe un interessamento da parte dell'Antolini per la facciata del Cisternone.
Frattanto, nel 1833, la struttura della cupola poteva dirsi compiuta, tanto che, nel giugno del medesimo anno, la Gran Conserva ospitò i festeggiamenti per le nozze del Granduca Leopoldo II con la principessa Maria Antonia. Ciò nonostante, i lavori per le finiture e per l'impianto tecnico dell'edificio impegnarono il cantiere fino al 1842, anno della sua entrata in funzione.

## Descrizione
Il Cisternone è costituito essenzialmente da due corpi di fabbrica principali:
- l'avancorpo, dove si apre la facciata affiancata da alcuni locali laterali e dall'appartamento dei custodi;
- la cisterna vera e propria, costituita da un volume a forma di T e spogliata di ogni decoro estetico.

La facciata, come detto, è costituita da un portico tuscanico e, ai lati, è delimitata da due volumi aperti solo da alcune finestre a feritoia e semicircolari. Al piano superiore il portico definisce un ampio terrazzo sul quale si affacciano le finestre di alcuni locali: qui si apre la caratteristica semicupola, che alcuni primi progetti del Poccianti mostrano priva persino della decorazione a lacunari, messa invece in opera nel 1837.
Non meno suggestivo è l'interno della cisterna, ancora oggi utilizzata come serbatoio d'acqua e suddivisa in cinque navate di larghezza e sette di lunghezza da numerosi pilastri tuscanici che sorreggono le volte a vela della copertura. In origine, l'acqua sorgiva proveniente da Colognole, si portava nella parte posteriore della cisterna, dove veniva filtrata per mezzo di strati di ghiaia e carbone; in seguito, con l'introduzione del cloro per il trattamento delle acque, il sistema di filtraggio poté essere rimosso e la vasca fu pertanto utilizzata interamente come serbatoio, per una capacità complessiva di ben 10.000 metri cubi.

## L'architettura del Cisternone
(Emil Kaufmann)

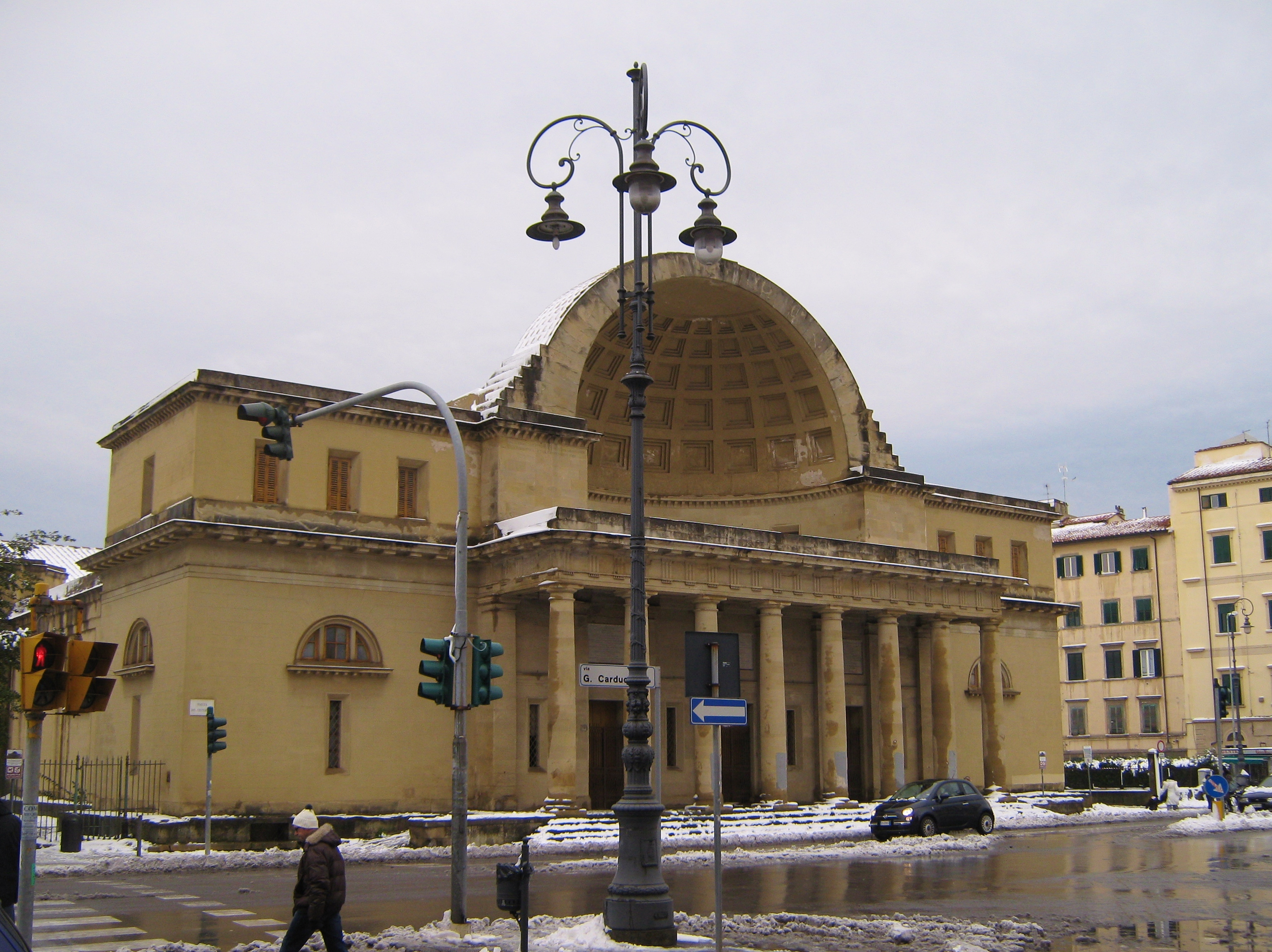
Avancorpo e nicchione

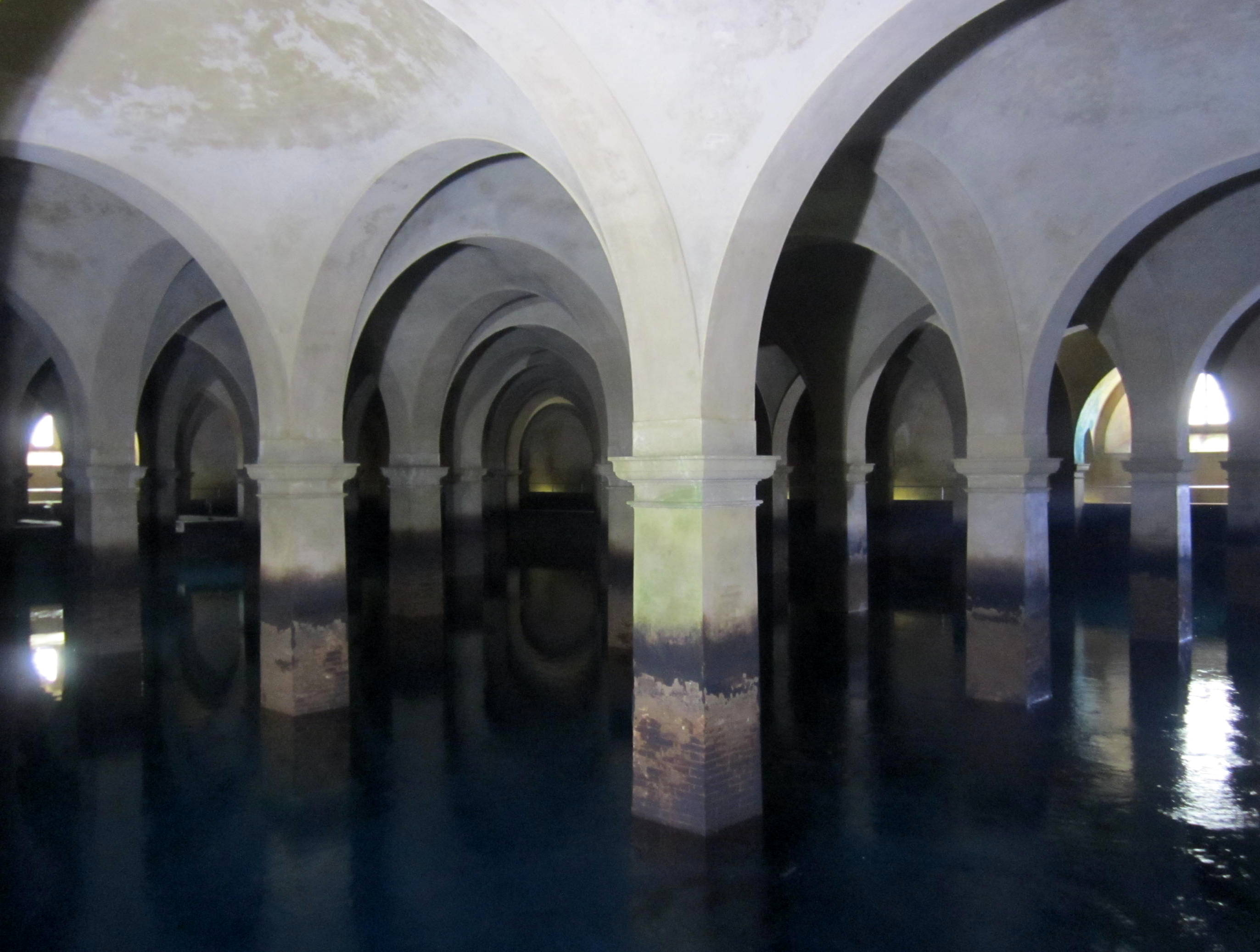
Interno della cisterna

Il Cisternone si pone tra le principali architetture neoclassiche italiane e rappresenta certamente la realizzazione più significativa di Pasquale Poccianti; inoltre l'opera è stata definita come il più riuscito tentativo in Italia, se non in tutta Europa, di realizzare i sogni dei visionari francesi.
Infatti, la critica ha evidenziato strette analogie tra la Gran Conserva e le architetture di Étienne-Louis Boullée e Claude-Nicolas Ledoux, celebri per i loro progetti utopici, dalle forme semplici e ben definite.
La semicupola, in particolare, come una grande conchiglia sottolinea la destinazione stessa dell'edificio, esprimendo quella forte carica comunicativa riscontrabile ad esempio nel progetto per la "Casa dei sorveglianti del fiume" di Ledoux; lo stesso architetto francese, nella seconda metà del XVIII secolo, aveva inserito una piccola nicchia nel prospetto dell'Hotel Guimard di Parigi.
È stata inoltre avanzata l'ipotesi che la cupola sezionata posta sulla facciata della Gran Conserva sia un simbolico riferimento all'interno, solitamente chiuso allo sguardo dei visitatori.
Evidente è anche l'influenza dell'architettura romana, che non si esaurisce solo nella decorazione a lacunari della stessa nicchia, ma si estende anche alle grandi finestre a lunetta semicircolare, tipiche delle strutture termali dell'antichità.
Da segnalare infine l'importanza urbanistica del Cisternone che, ponendosi fuori dal centro storico, avrebbe attestato la presenza dell'autorità granducale anche nei sobborghi in continua crescita. Inoltre, nelle idee di Poccianti, la realizzazione di un grande viale alberato (odierno viale Carducci) avrebbe condotto il visitatore dalle sorgenti di Colognole sino alla Gran Conserva, nei pressi della quale fu creato un grande parco pubblico.

## Il Cisternone nel cinema
Nel 1962 il Cisternone fece una breve apparizione nel film I sequestrati di Altona, di Vittorio De Sica. La facciata dell'edificio, scelta per rappresentare quella di un teatro tedesco nella Germania nazista, fu pertanto addobbata con ritratti di Hitler.
Più recentemente la Gran Conserva è stata utilizzata, assieme ad altri luoghi dell'acquedotto, per le riprese del film Il diario di Matilde Manzoni, di Lino Capolicchio.